# Monumento nacional marino de las islas remotas del Pacífico
El monumento nacional marino de las islas remotas del Pacífico es un grupo de islas del Pacífico central pertenecientes a los Estados Unidos, no organizadas, en su mayoría no incorporadas a su territorio, donde están prohibidas la mayoría de las actividades humanas.
Está compuesto por el atolón Wake, las islas Baker, Howland y Jarvis, el atolón Johnston, el arrecife Kingman y el atolón Palmyra.
Fue creado en enero de 2009, conjuntamente con el Monumento nacional marino Fosa de las Marianas y el Monumento nacional marino Atolón Rose.
Está prohibida la minería, la perforación y la pesca comercial; la pesca deportiva está restringida. Las islas albergan cientos de especies de peces y aves marinas, y decenas de especies de coral. Algunas de estas islas son también lugares importantes para las culturas de Polinesia y Micronesia, así como para la historia militar y de la aviación.
El 12 de abril de 2017, el sitio fue incluido en la Lista indicativa de Estados Unidos, los bienes que el país remite a la UNESCO al considerarlos candidatos a ser declarados Patrimonio de la Humanidad.